# دیلم‌آباد
دیلمده روستایی است که در استان اردبیل، شهرستان خلخال، بخش شاهرود، دهستان شاهرود قرار دارد. این روستا در نه کیلومتری شهر کلور و در ارتفاعات باغروداغ واقع شده و دارای جنگل‌های انبوه فراوانی می‌باشد که به دلیل نزدیکی به دریای خزر، آب و هوای آن مرطوب نیز می‌باشد.
روستای دیلمده دارای بیش ۱۰ چشمه طبیعی است.

## جمعیت
بر اساس سرشماری سال ۱۳۸۵ جمعیت این روستا ۲۱۸ نفر با ۵۱ خانوار بوده است.

### زبان
اهالی روستای دیلم‌آباد به زبان ترکی آذربایجانی سخن می‌گویند.